# Морейра, Артур
А́ртур Фили́пе Берна́рдеш Море́йра (порт. Artur Filipe Bernardes Moreira; род. 18 февраля 1984, Касия), более известный как А́ртур Море́йра (порт. Artur Moreira) или просто А́ртур (порт. Artur) — португальский футболист, полузащитник.

## Игровая карьера
Артур Морейра в футбол начал играть в клубе в молодёжной команде «Табоейра», где выступал с 1997 по 1999 год. В 1999 году Артур продолжил обучение в коимбрской «Академике». Отыграв в этой академии всего год, футболист перешёл в школу футбольного клуба «Бейра-Мар» из его родного города Авейру.
С 2003 года нападающий привлекался к играм основного состава клуба. Так в сезоне 2004/05 юноша почти в каждом матче попадал в заявку команды, однако проводил большинство времени на скамейке запасных. Свой первый матч в португальской Примейра-лиге, где тогда играла команда, футболист провел 12 декабря 2004 года против «Морейренсе». В то время главным тренером команды был Мануэль Саида, он и доверил юноше выйти на футбольное поле. Впоследствии команда, заняв 18 место в элитном дивизионе, вылетела в Сегунда лигу, что стало поводом к увольнению тренера. Всего Артур провёл в «Бейра-Мар» девять лет и сыграл 61 и 91 матч в высшем и первом дивизионах соответственно, также некоторое время на правах аренды играл в клубах «Гафанья» и «Аванка».
14 июня 2012 года нападающий подписал контракт с одесским «Черноморцем», который вступил в силу с 1 июля того же года. С января 2013 года Артур играл на правах аренды, в португальском футбольном клубе «Маритиму». Сезон 2012/13 футболист с клубом завершил на 10-м месте лиги Зон Сагреш, отыграв 17 матчей, где забил 2 гола. По окончании сезона футболист изъявил желание остаться в португальском клубе. В «Маритиму» нападающий отыграл и следующий сезон 2013/14, после чего на правах свободного агента перешёл в «Ароку».